# Lengnau (Berna)

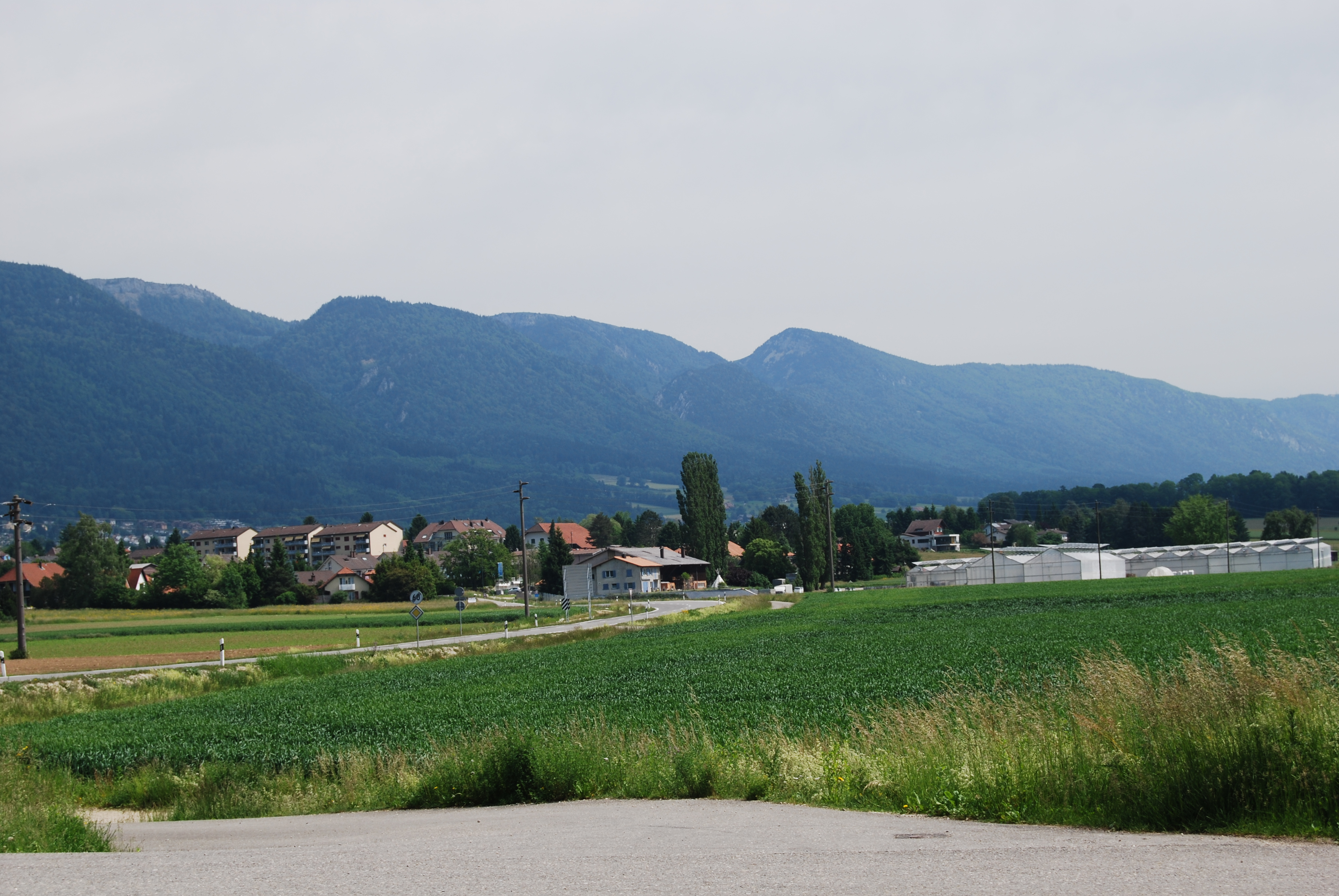
Lengnau

Lengnau (en francès Longeau) és un municipi del cantó de Berna (Suïssa), situat al districte de Bienne.